# Girolamo Tartarotti
Girolamo Tartarotti (em latim: Hieronymous Tartarotti; 1706–1761) foi um prolífico autor italiano cujos escritos sobre bruxaria e Stregheria influenciaram Gerald Gardner e a Wicca.

## Obras
- Ragionamento intorno alla poesia lirica toscana (1728)
- Idea della logica degli scolastici e dei moderni (1731)
- Delle disfide letterarie, o sia pubbliche difese di conclusioni (1735)
- De origine Ecclesiae tridentinae et primis eius episcopis (1743)
- Memorie istoriche intorno alla vita e morte de' santi Sisinio, Martirio ed Alessandro (1745)
- De versione Rufiniana Historiae ecclesiasticae Eusebii Caesariensis dissertatio, in qua Valesianae interpretationis dignitas et praestantia vindicatur (1748)
- Congresso notturno delle lammie (1749)
- De auctoribus ab Andrea Dandulo laudatis in Chronico Veneto (1751)
- Apologia del Congresso notturno delle lammie (1751)
- Lettera di un giornalista d'Italia ad un giornalista oltramontano sopra il libro intitolato: Vindiciae Romani Martyrologii uscito in Verona (1751)
- Memorie antiche di Rovereto e dei luoghi circonvicini (1754)
- Apologia delle Memorie antiche di Rovereto (1758)
- Dell'origine della Chiesa di Aquileia (1759)
- Lettera seconda di un giornalista d'Italia ad un giornalista oltramontano sopra il libro intitolato: Notizie istorico-critiche intorno al b.m. Adalpreto Vescovo di Trento (1760)

Publicados na Raccolta d'opuscoli scientifici e filologici editada por Angelo Calogerà:
- Relazione d'un manoscritto dell'Istoria manoscritta di Giovanni Diacono veronese (1738)
- Dissertazione intorno all'arte critica (1740)
- Lettera intorno all'Eloquenza italiana di mons. Fontanini (1741)
- Lettera al sig. N.N. intorno alla sua tragedia intitolata il Costantino (1741)
- Lettera intorno a detti o sentenze attribuite ad autori di cui non sono (1741)
- Lettera intorno alla differenza delle voci nella lingua italiana (1745)
- Lettera intorno ad una particolare significazione degli avverbi fere e quasi nelle lingue italiana e latina (1748)

Publicados postumamente:
- Osservazioni sopra la Sofonisba del Trissino con prefazione del cav. Clementino Vannetti (1784)
- Rime scelte dall'abate Girolamo Tartarotti (1785)
- La conclusione dei frati francescani riformati (1785)
- Dialoghi della lingua latina
- Annotazioni al Dialogo delle false esercitazioni delle scuole d'Aonio Paleario (1795)